# Evgenii Feinberg
Evgenii L'vovich Feinberg (Bacu, 27 de junho de 1912 — 10 de dezembro de 2005) foi um físico russo.
Filho de um físico, fixou residência em Moscou, em 1918, onde gradou-se em física teórica na Universidade Estatal de Moscou, em 1935. Trabalhou no Instituto de Física Lebedev desde 1938, publicando mais de cem artigos científicos. Investigou principalmente física do rádio (propagação de ondas), acústica estatística, o nêutron, raios cósmicos e física de partículas. Nos anos iniciais de investigação estudou o decaimento beta de átomos ionizados (1939), processos coerentes inelásticos (1941) e processos de difração inelásticos (1954).
Dirigiu o grupo de pesquisas de interação de partículas altamente energéticas, de 1952 a 1978. Foi professor visitante na Universidade Estatal N. I. Lobachevsky, em Nizhny Novgorod, de 1944 a 1946, e professor da Universidade Estatal de Moscou, de 1946 a 1954, no atual Instituto de Física e Tecnologia de Moscou.

## Condecorações
- Membro da Academia de Ciências da Rússia
- Prêmio Pomeranchuk 2000, por seus estudos sobre inelasticidade da colisão de hádrons.[2]

## Publicações
- On the propagation of radio waves along an imperfect surface, J. Phys., vol. 9, pp. 317–330, 1944
- About the external diffractive production of particles in nuclear collisions, 1953. Com Isaak Pomeranchuk
- Propagation of radiowaves along the terrestrial surface, 1961
- Direct production of photons and dileptons in multiple hadron production, 1976
- Hadron clusters and half-dressed particles in quantum field theory, 1980
- Art in a science dominated world. Gordon & Breach, 1987